# MediBang Paint
MediBang Paint（メディバンペイント）は、株式会社メディバンが提供するイラスト・マンガ制作ソフト、ペイントソフトである。
無料でも利用できるが、課金することでクラウド機能などの高度なサービスを利用できるサブスクリプション方式を取っている。有料機能を搭載した買い切り版も存在する。姉妹ソフトとして、集英社と共同開発した週刊少年ジャンプ公式のマンガ制作ソフト「ジャンプPAINT」が存在する。

## 概要
MediBang Paintは無料でありながら、コマ割り・トーン貼りなどのマンガ制作の機能、クラウド素材やチーム制作などの各種クラウド機能を備えたソフトである。
MediBang Paintは2014年11月27日、ペイントソフトの「FireAlpaca」（ファイアアルパカ）を基にマンガ・イラスト制作ソフト「CloudAlpaca」（クラウドアルパカ）として開発され、リリースされた。この「CloudAlpaca」が登場した当初は、無料でありながらマンガ・イラスト製作ソフトとして豊富な機能を持つ点が多くの人たちに好評、支持され、その利用者は瞬く間に日本だけでなく海外にも広まった。その使用言語は日本語、英語、中国語、韓国語、スペイン語、フランス語などにも対応している。
その後、「CloudAlpaca」（クラウドアルパカ）は、2015年6月に「MediBang Paint」（メディバンペイント）に名称変更され、機能も増えていった。PC版は、すべての機能を搭載していた「MediBang Paint Pro」（メディバンペイント プロ）であり、Windows とMacが対応した。
MediBang Paintはメディバンが無料で提供しているAndroid用ペイントアプリ「マンガネーム」と連携しており、スマートフォン・タブレットで描いたネームにMediBang Paintでそのままペン入れすることが可能となっている。また、スクリーントーンの素材も豊富に用意してあり、MediBang Paintに新規アカウント登録した人なら誰でも無料で使用することが可能である。
MediBang Paintには利用者が自身の作成した作品をいつでも投稿できる機能がサイト内に用意してあり、「アートストリート（ART street）」は、イラスト・マンガファンのための投稿＆SNSサービスとして、現在も多くの人たちに広く利用されている。

## 機能

### クラウド素材機能
クラウド機能を通じて提供されるトーン・背景・フォント・ブラシなどのマンガ・イラスト素材。2018年4月時点で800種類以上もの素材が提供されており、今後も随時追加されていく予定である。

### チーム制作機能
従来、一か所に集まり制作していたマンガが、MediBang Paint内でチーム結成をすることで、離れた場所にいながら共同制作が可能となる機能。

### クラウド保存機能
MediBang Paint内の画像をクラウド上に保存できる機能。クラウドに保存されることから、デバイスの紛失・故障によっても、データは安全に管理される。描いた画像の管理が一か所で行える。

### その他の機能
コマ割りやトーン貼り、ページ管理機能などといった漫画制作に必要な各種機能がある。

## 対応デバイス
- PC版はWindowsのほかにmacOSにも対応している。
- 2015年6月17日には、Androidタブレットにも対応し、タブレットでのイラスト・マンガ制作が可能となる[12]。
- 2015年7月15日には、iPadに対応[15]、7月24日はAndroidスマートフォンに対応し[16]、8月28日にはiPhoneに対応した[17]。

## ジャンプPAINT
メディバンペイントの姉妹版として「ジャンプPAINT」がある。これはメディバンと集英社が共同開発したペイントツールであり、「週刊少年ジャンプ」が認める公式のマンガ制作ソフト・アプリである。ペンもトーンもフォントも全部無料である。また、ジャンプ編集部による描き方講座や、ジャンプ作家陣による描き方のコツも紹介している。「ジャンプPAINT」からマンガ家へデビューできるように、マンガ投稿サイト「ジャンプルーキー」と連携機能を強化し、「ジャンプPAINT」の利用者が自分の作品をいつでも簡単に編集部に直接投稿できる機能も用意している。
2017年6月、ジャンプPAINTはサービスを開始し、2022年7月には、300万ダウンロードを突破した。

## 関連書籍
- 「はじめてのMediBang Paint Pro」（執筆・作画：OrGA、一迅社、2016年7月28日発売）ISBN 978-4-7580-1518-9
- 「MediBang Paint 公式ガイドブック」（シュウ・ナツオカ／著、MediBang／監修、玄光社、2017年4月28日）ISBN 978-4-7683-0822-6
- 「〜無料で描くデジタルイラスト〜 メディバンペイントからはじめよう!」[Windows&Mac 対応]（24／著、技術評論社、2017年8月9日）ISBN  978-4774191713
- 「MediBang Paint 公式ガイドブック タブレット編」（シュウ・ナツオカ／著、モレシャン／イラスト、唐牧輝／マンガ、MediBang／監修、ボーンデジタル、2018年11月25日発売）ISBN 978-4-86246-417-0